# Lutepää
Lutepää è un piccolo villaggio del comune di Setomaa, situato lungo la strada sterrata che congiunge Värska a Saatse, nel sud-est dell'Estonia. 
Lutepää è uno dei pochi paesi dell'Unione Europea che può essere raggiunto solo viaggiando attraverso la Russia: l'unica strada N 178 che raggiunge e attraversa Lutepää taglia, su entrambi i lati del villaggio, territori della Russia, tra cui il cosiddetto stivale di Saatse, rendendo Lutepää un'enclave di fatto. Non è richiesto alcun visto russo per guidare lungo la strada verso Lutepää, ma coloro che transitano in auto attraverso il territorio della Federazione Russa non possono fermarsi lungo il percorso.